# Kolliger Mühle

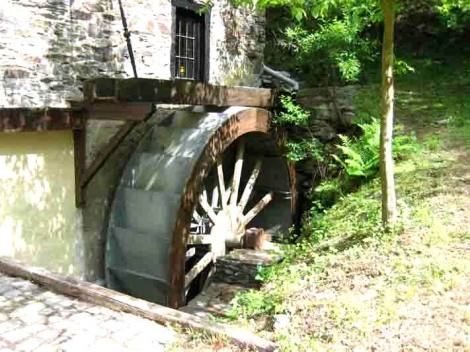
Het waterrad van de molen

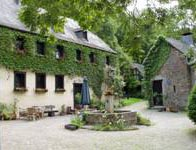
Wohnhaus

De Kolliger Mühle is een watermolen in de Duitse Eifel, 30 km ten westen van Koblenz en 13 km van de Moezel, in de plaats Kollig.
Het oudste deel van de molen stamt vermoedelijk uit de 17e eeuw maar is steeds gerestaureerd en onderhouden zonder de oudheid en echtheid uit het oog te verliezen.
Het waterrad van de Kolliger Mühle wordt aangedreven door het water van het riviertje de Elz. Het is een van de vele watermolens in de Eifel. Andere watermolens in de omgeving zijn de Gehringer Mühle en de Ölmühle.
Het complex van de Kolliger Mühle omvat vier gebouwen: het Wirtschaftsgebäude met onder andere de installaties voor centrale verwarming en de watervoorziening, het Wohnhaus met het rad van de molen, een voormalig kippenhok en een voormalige varkensstal. De laatste twee gebouwen zijn gerenoveerd en voor bewoning geschikt gemaakt.
De muren van de gebouwen bestaan uit vakwerk met leisteen. Ook de daken zijn met leisteen bedekt. Tussen de gebouwen ligt een binnenplaats geplaveid met kinderkopjes en met in het midden een fontein. Er staat een kleine kapel bij de ingang van het terrein.
Een van de historische pelgrimsroutes naar Santiago de Compostella loopt langs de Kolliger Mühle. Pelgrims kunnen er voor de nacht onderdak vinden.

## Externe link

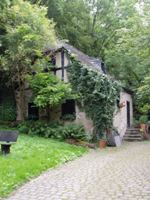
Gastenverblijf

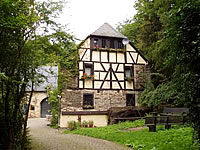
Het woonhuis van opzij